# Salaire
 (juin 2015).
 (septembre 2008).

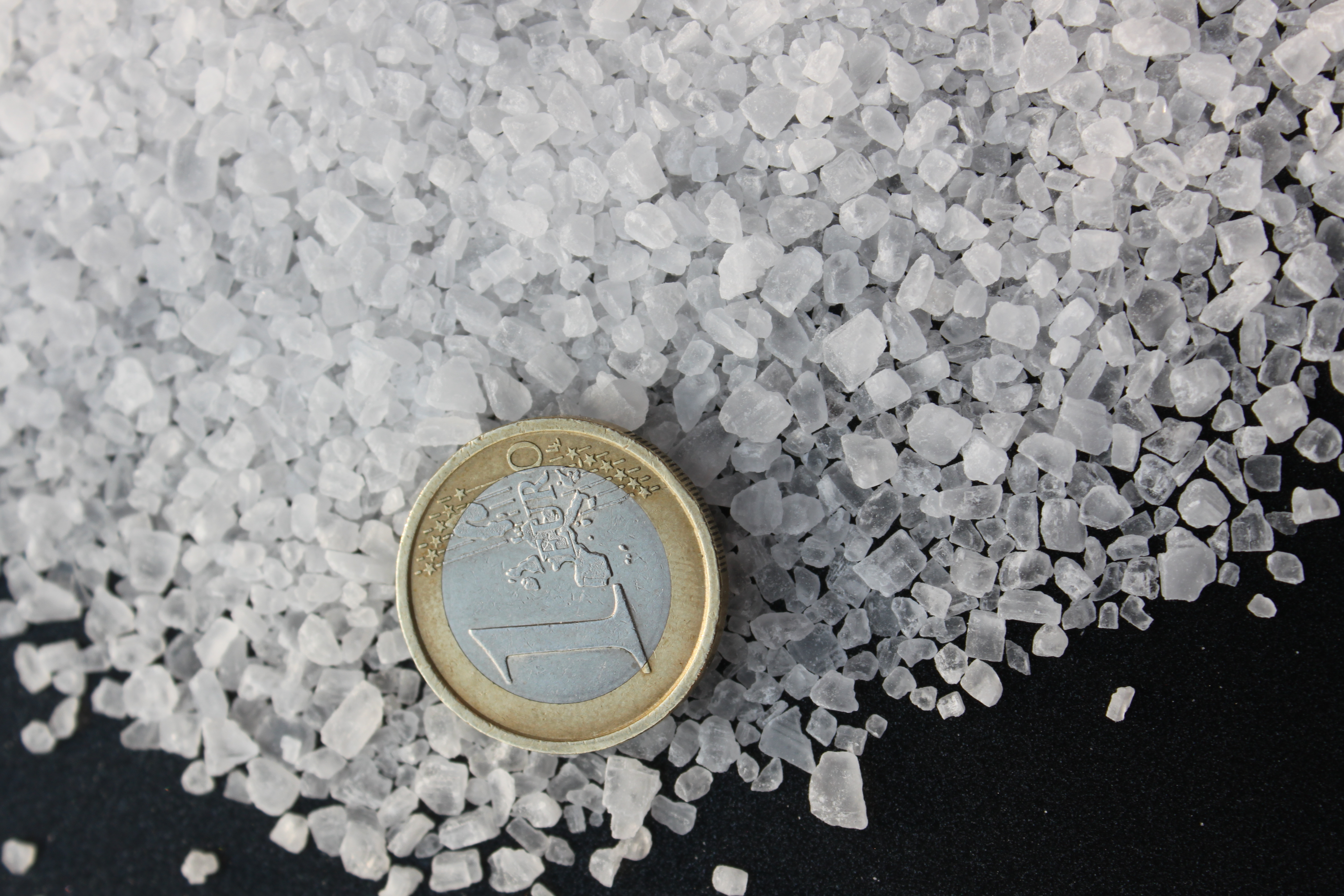
Le sel, une des premières formes de salaire et un euro, un salaire moderne.

Le salaire, revenu payé à la force de travail, est une forme de paiement périodique, versé par un employeur à un employé salarié, celui-ci étant généralement encadré par un contrat de travail.
Le mot salaire vient du latin salarium, dérivé de sal, le sel. « Payement pour travail ou service rendu », il désignait initialement la ration de sel fournie aux soldats romains (salarium), puis désigna l’indemnité en argent versée pour acheter le sel et autres vivres (salarium).

## Grandes théories sur l'objet du salaire
En droit, le salaire, qu'il soit à l'heure, à la pièce, à la tâche, à la journée, est la « nécessaire contrepartie du contrat de travail », le salarié-employé louant sa force de travail à un employeur sur le marché du travail, lien appréhendé par les diverses théories politiques.

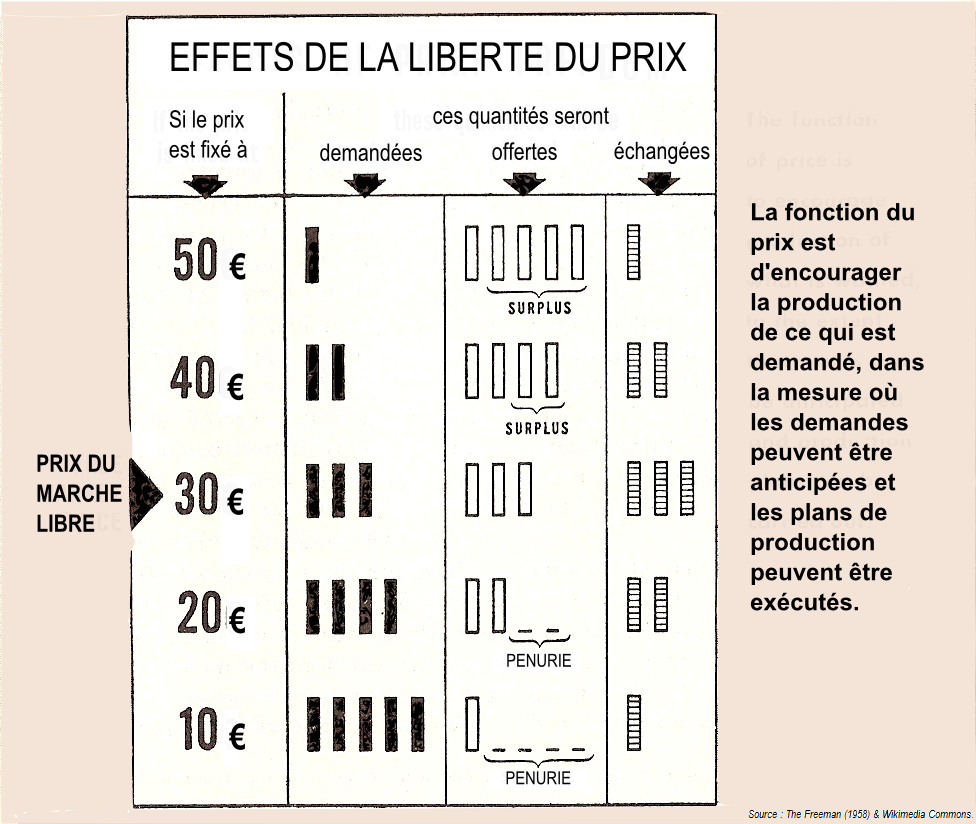
Situation de prix libre selon la théorie libérale.

### La théorie libérale
Selon la théorie libérale, le salaire est la variable d'ajustement entre l'offre (salariés) et la demande (employeurs) de travail :
- plus les salaires sont élevés, plus y aura de personnes voulant travailler, moins il y aura de poste de travail disponibles ;
- plus les salaires seront bas, moins il y aura de personnes souhaitant travailler, plus il y aura de postes disponibles.

L'objectif du libéralisme économique est donc de libérer le marché du travail, et par là de laisser le prix du salaire évoluer librement.

### La théorie marxiste
Dans la théorie marxiste, ce n'est pas le salaire (comme rémunération contre un travail) en lui-même qui est critiqué, mais l'exploitation que subissent les prolétaires (ceux qui ne détiennent que leur force de travail) salariés. Si Karl Marx considère que le salaire représente la location de la force de travail (Arbeitskraft) du salarié, il dénonce l'exploitation des travailleurs pratiquée sur le salaire, par la plus-value, (dans le sens marxiste) réalisée sur ces derniers. C'est-à-dire que les salaires sont fixés à un niveau juste suffisant pour survivre et reconstituer la force de travail du prolétaire, le reste de la richesse produite par les travailleurs allant au propriétaire capitaliste[réf. nécessaire].
Il faut cependant distinguer la critique de l'exploitation par les salaires, de la critique du salariat. Le salariat, dans les théories marxistes, est la condition dans laquelle se trouvent les prolétaires, forcés de vendre leur force de travail contre un salaire de subsistance pour survivre. Il est dans l'intérêt de la classe capitaliste de maintenir les prolétaires dans une domination et une dépendance aux propriétaires des moyens de production. Karl Marx disait que « C'est le salariat qui est l'organisation bourgeoise actuellement existante du travail. Sans lui, point de capital, point de bourgeoisie, point de société bourgeoise. » Le communisme (système politique) vise à renverser le système capitaliste basé sur le profit et le salariat, considéré comme la base de l'exploitation et de l'aliénation du prolétariat.
Depuis la Seconde Guerre mondiale, avec la mise en place de la cotisation sociale comme composante du salaire et son mécanisme par répartition, ce n'est plus le salariat qui est visé par certains marxistes, mais l'emploi,.

### Autres théories
Entre les deux, la théorie du juste prix et de la juste rémunération de Thomas d'Aquin, qui justifie une certaine intervention sur la fixation du montant du salaire.

## Comparaisons des salaires
Le salaire peut comporter :
- une partie fixe (salaire de base), liée à la fonction, faisant généralement référence au contrat de départ ou à une classification du poste et le plus souvent ajustée périodiquement, notamment par indexation ;
- une partie variable liée aux performances, par rapport notamment aux objectifs individuels ou collectifs fixés par l'employeur ou négociés entre les parties. Elle concerne quasi systématiquement les métiers liés à la vente.
- des avantages en nature.

La rémunération d'un salarié dépend de sa qualification et de son niveau hiérarchique. Elle varie également en fonction de son statut.
Le montant du salaire est en théorie négocié entre l'employé et l'employeur, pour aboutir librement à un contrat de travail, mais dans une relation de travail par nature déséquilibrée, parfois totalement dans le cas des travailleurs clandestins, ou lorsque le droit de grève n'est pas effectif.
Pour comparer les salaires réels entre eux, on doit aussi mesurer le pouvoir d'achat réel du salaire nominal, c'est-à-dire tenir compte du niveau des prix des marchandises de consommation.
Le rapport des salaires selon les pays est considérable pour un même travail. Exemple de salaires annuels en 2008 pour un manœuvre du bâtiment :
| Villes   | Salaire net nominal (€) | Salaire net PPA (€) | Indice PPA |
| -------- | ----------------------- | ------------------- | ---------- |
| Delhi    | 1 000                   | 2 400               | 0,18       |
| Shanghai | 4 300                   | 6 000               | 0,44       |
| Moscou   | 8 800                   | 10 400              | 0,76       |
| Paris    | 14 700                  | 13 700              | 1          |
| Tokyo    | 27 100                  | 19 500              | 1,42       |
| New York | 40 900                  | 32 000              | 2,34       |

Les mesures du salaire sont différentes selon les pays et selon les sources.
Le salaire moyen est la moyenne arithmétique de l'ensemble des salaires perçus par la population considérée.
Le salaire médian correspond à la médiane de l'ensemble des salaires perçus par la population considérée, c'est-à-dire à la valeur de salaire telle que dans la population considérée la moitié des salariés gagne moins que cette valeur tandis que l'autre moitié gagne plus.
La notion de salaire complet inclut les cotisations sociales salariales et patronales. Le salaire brut comprend le salaire net plus les cotisations sociales salariales. Dans certains pays où il n'y a pas d'assurance sociale, le salaire net est aussi le salaire brut et le salaire super-brut.
Le règlement du salaire doit être accompagné de la remise au salarié d'un bulletin de paie explicitant le calcul détaillé des sommes payées. La loi peut fixer sa périodicité ainsi que celle de son versement.
Le cas le plus répandu en France et dans la plupart des pays du monde moderne, est celui d'un salaire mensuel.
Cependant, le contrat de travail ou les usages de la profession peuvent prévoir un (13e mois qui est réintégré dans le calcul du salaire moyen.
En cas de difficulté ou de faillite de l'employeur, les sommes dues au titre des salaires font partie des créances prioritaires.

## Variation et échelle mobile des salaires
Le salaire peut varier :
- à la suite de négociations avec l'employeur ;
- si une telle variation est définie par la réglementation. Par exemple, une échelle mobile des salaires rend obligatoire d'augmenter le salaire en fonction des prix.
- automatiquement, si salaire est au minimum légal comme le SMIC, créé en 1950 en France sous la forme de SMIG, où ce minimum est « de croissance » : il augmente légalement avec la hausse des prix et de la croissance[14].

La problématique de l’indexation des salaires a été au centre de fortes tensions en Belgique, en France, en Italie et au Danemark au début des années 1980, avec des controverses passionnées, causant la chute du gouvernement Martens IV, dès avril 1981, auxquelles la forte baisse de l'inflation dès 1982 et 1983 n'est pas parvenue pas à mettre fin.
Dans le système belge qui a fonctionné jusqu’en mars 1982, l’indexation sur l'indice national des prix à la consommation, protégeait la plupart des titulaires de revenus : salariés, allocataires sociaux, et indirectement agriculteurs, professions médicales et propriétaires de biens immobiliers donnés en location.
Aux Pays-Bas, un indice des prix couvrait l’ensemble de la population et un autre les ménages de travailleurs, utilisé pour l’indexation des salaires. C'était le cas en France en 1957 et jusqu'en 1966. Aux États-Unis et au Canada, l’indexation était assuré par les conventions collectives.
L’indexation des salaires est née en France d’une « manière assez détournée", par la loi du 4 mars 1938 sur l’arbitrage, qui « créait une action en révision des clauses salariales des contrats de travail », dès lors qu'était observé "une hausse du coût de la vie de plus de 5 % ». Après la guerre, « des classes d’indexation sont apparues dans la plupart des conventions collectives » et à partir de 1968, « la pratique de l’indexation », freinée par une loi de 1958, est réapparue « peu à peu, de manière indirecte tout d’abord, sous la forme des clauses de renégociation et, à partir de 1970, très ouvertement ».
Lors du tournant de la rigueur de 1982 puis 1983, la fin de l'indexation a fait suite à l'instauration d'un blocage des prix par le gouvernement. En juin 1982, il a été décidé qu’étaient bloqués, mises à part quelques rares exceptions, l’ensemble des prix à la production comme à la distribution puis le 5 septembre 1982, le premier ministre Pierre Mauroy décidé aussi de mettre un terme, pour le secteur public, à l’indexation des rémunérations.
Il arrive que l'employeur décide du « gel des salaires » pendant une certaine période

## Salaire net
Le salaire net correspond à la valeur effectivement encaissée par le salarié. Le calcul de cette valeur doit être explicité sur le bulletin ou la feuille de paye. Le salaire net est inférieur au salaire brut puisque sont déduites les valeurs des cotisations sociales obligatoires ou conventionnelles retenues par l'employeur, mais versées par lui aux organismes désignés pour les percevoir.
Le salaire net est le salaire final perçu par le salarié. Ce salaire représente environ 77 % du salaire brut pour un salarié non cadre.
En effet, dans la législation française, à côté du salaire net touché directement par le salarié, existent des cotisations sociales salariales calculées et prélevées sur le salaire brut qui sont destinées à financer divers systèmes de solidarité : à savoir essentiellement la retraite (soit par répartition, soit par épargne retraite), l'assurance chômage et l'assurance maladie (de façon plus détaillée, il existe aussi des cotisations maternité, veuvage, prévoyance — maladies longues —, etc.).
Les employeurs versent eux-mêmes pour les mêmes motifs des cotisations sociales patronales, représentant des montants généralement équivalents.
Les cotisations sociales ainsi prélevées alimentent des caisses (établissements publics, privés ou mixtes) chargées de verser les indemnités prévues par la réglementation selon les besoins des travailleurs concernés : en cas d'accident, de maternité, de maladie, de retraite, etc. Ainsi, par exemple les cotisations de l'assurance chômage sont versées à Pôle emploi qui lui-même paye les indemnités au chômeur.

## Salaires brut et super-brut
Le salaire brut est la somme du salaire net et des cotisations sociales salariales retenues sur le bulletin de paie d'un salarié.
Le salaire super-brut (ou salaire total) est la somme du salaire net et des cotisations sociales salariales et patronales payées en contrepartie du travail effectué par le salarié.
Selon l'Institut économique Molinari, un think tank libéral franco-belge, en France, 100 euros de pouvoir d'achat correspondraient en 2015 à 235 euros de salaire « super brut », ce qui ferait de ce pays le 2e pays européen en termes de cotisation fiscale et sociale après la Belgique. Toutefois, comme le souligne Le Monde, il ne faut pas perdre de vue que « Les limites de tous ces calculs sont également idéologiques : ils occultent le fait que les impôts peuvent aussi bénéficier, selon les cas, aux salariés et aux dirigeants avec les aides aux entreprises, retraites, indemnités chômage, etc. À trop grossir le trait, l’exercice fausse le débat ». Pour comparer, il faut tenir compte que, dans d'autres pays, le niveau de protection sociale de base est dans certains cas inférieur à la France, et les assurances vieillesse, santé, chômage, etc. sont déléguées au privé.

## Le revenu salarial en France
Le revenu salarial est la somme de tous les salaires nets perçus par une personne au cours de l'année.
La mesure la plus importante du revenu salarial en France est le « salaire mensuel de base », dont l'évolution est comparée à celle des prix. Il a globalement progressé de 3,8 % en France sur l'ensemble de l'année 2022, contre une inflation de 6 %,, soit une perte de pouvoir d'achat de 2,2 %. Ce chiffre inclut une partie des salariés, celle payée au SMIC, a vu son salaire progresser comme l'inflation, le SMIC étant indexé automatiquement de par la loi, mais pour l'autre partie la perte de pouvoir d'achat est encore plus élevée.
Le principe de l'égalité salariale entre les hommes et les femmes a été instaurée dans la loi du 22 décembre 1972 relative à l'égalité de rémunération entre les hommes et les femmes,. Depuis, l'article L3221-2 du Code du travail dispose que « Tout employeur assure, pour un même travail ou pour un travail de valeur égale, l'égalité de rémunération entre les femmes et les hommes »,.
Néanmoins, selon les données de l'INSEE de 2019, les femmes percevaient un revenu salarial inférieur de 12 % à celui des hommes en moyenne dans le secteur privé et les cadres un revenu salarial 2,6 fois supérieur à celui des ouvriers et 2,9 fois supérieur à celui des employés.

## Vision économique du salaire
La somme des cotisations sociales porte différents noms selon le point de vue :
- on les appelle salaire socialisé ou salaire mutualisé, selon un point de vue où ces sommes, payées par d'autres, sont reversées au salarié — on parle de répartition — selon que les circonstances ou un événement le justifient : maladie, accident, maternité, retraite, etc.), et font donc quand même partie de son salaire ;
- on les appelle aussi charges, bien qu'il faille les distinguer d'une charge au sens comptable ; cette dénomination correspond à un point de vue où le salaire (brut ou super-brut) est réduit et ponctionné. Il faut noter que pour de nombreux auteurs[réf. souhaitée], cette répartition entre cotisations salariales et cotisations patronales est sur le plan économique purement artificielle, illusoire, dans la mesure où le seul salaire qui compte pour l'employeur (et, aussi bien, pour le salarié si on adopte le point de vue du salaire différé) c'est le super-brut.

## Salaire net réel
Le salaire net réel mesure le pouvoir d'achat effectif du salaire net nominal.
On le mesure en divisant le salaire nominal par le niveau des prix :
{\displaystyle {\text{salaire net réel}}={\frac {\text{salaire net nominal}}{\text{indice des prix}}}.}
L'évolution du salaire net réel dépend donc de l'augmentation du salaire net nominal et de la hausse des prix à cotisations sociales constantes :
- si la hausse des prix est identique à l'augmentation du salaire net nominal, le pouvoir d'achat stagne ;
- si la hausse du salaire net nominal est supérieure à celle des prix, le salaire net réel augmente ;
- si la hausse du salaire net nominal est inférieure à celle des prix, le salaire net réel baisse.

En cas d'inflation à 0 %, le salaire net réel peut tout à fait diminuer si les cotisations sociales augmentent. De même, un salaire net réel peut augmenter sans toucher au salaire brut. L'État a créé des dispositions fiscales permettant de ne pas fiscaliser une partie du salaire (PEE, PEI, etc.) afin d'augmenter le pouvoir d'achat du salarié sans augmenter les coûts pour l'employeur, cependant cette solution n'est pas toujours la bonne. Notons enfin que le salaire net réel devrait prendre en compte les impôts payés en fin d'année.

## Salaire relatif
Le salaire relatif permet de mesurer l'écart existant entre les salaires et les profits. Car ici, on peut constater qu'historiquement une hausse du salaire réel se conjugue bien souvent avec une baisse quasi générale du salaire relatif, en d'autres termes, les profits augmentent plus vite que les salaires. Ainsi, même avec une hausse du salaire réel, c'est-à-dire une augmentation du pouvoir d'achat des salariés, l'inégalité sociale persiste et s'accentue,.

## Salaire minimum
En France, environ 15 % des salariés sont payés au salaire minimum (le salaire minimal), le SMIC (salaire minimum de croissance), ce qui constitue une proportion record par rapport aux autres pays[réf. nécessaire].
Le niveau du salaire minimal français est fixé par le gouvernement, a contrario d’autres pays européens comme l’Autriche, le Danemark, l'Italie ou la Finlande (où il est fixé par les branches professionnelles ou par l'employeur : il n'existe pas de salaire minimal dans ces pays ; les employeurs qui traitent avec les syndicats ont l'obligation de payer les salaires fixés dans un traité des tarifs ; par contre, il y a beaucoup d'employeurs qui ne traitent pas avec les syndicats, donc il n'y a pas de salaire minimal ; Un salaire minimum a été instauré au 1er janvier 2015 en Allemagne, avec le soutien d'une majorité écrasante des Allemands ; Pourtant le gouvernement peut faire face à des contraintes électorales. Selon l'OCDE en 2005, le niveau du SMIC était « trop élevé » et il engendrait du chômage.

## Salaire étudiant
En France, les premiers projets en faveur du salaire étudiant ont été exposés dans le cadre de la Résistance, à partir de 1943, par des syndicats de travailleurs, des associations de jeunesse et les deux syndicats étudiants existant à l’époque, l’Union nationale des étudiants de France (UNEF) et l’Union des grandes écoles (UGE).
L'UNEF adopte lors de son congrès de 1946 la charte de Grenoble. Celle-ci défend la nécessité d'une « révolution économique et sociale au service de l'Homme » et établit que « l'étudiant est un travailleur intellectuel ». En 1951, des députés communistes et démocrates-chrétiens ont proposé à l'Assemblée nationale le salaire étudiant. Le projet de réforme a cependant été rejeté.

## Revenus extra-salariaux
Pour être tout à fait exact, il convient parfois d'ajouter au salaire la part de revenu induite par le contrat de travail et à la charge de l'employeur. On peut citer à titre d'exemple :
- gratuités ou prix réduits sur des produits de l'entreprise ;
- œuvres sociales du comité d'entreprise ;
- participation patronale à la restauration.

## Autres rémunérations du travail
Le salariat n'est qu'une forme parmi d'autres de travail rémunéré, bien qu'elle soit devenue prépondérante depuis la révolution industrielle.
Les autres rémunérations du travail sont :
- bénéfices sous la forme de Bénéfices non commerciaux, pour les autres travailleurs indépendants et professionnels libéraux ;
- traitements pour les fonctionnaires et le personnel assimilé (travaillant pour l'État, les collectivités territoriales ou les hôpitaux publics) ;
- indemnités pour les élus ;
- éventuellement participation aux bénéfices, exercice de stock options, etc. ;
- allocations de recherche pour certains doctorants ;
- indemnités pour les stagiaires ;
- solde, salaire mensuel d'un militaire.

Individualisation des salaires des cadres :
- pertinence des outils de l’individualisation ;
- communication de la politique salariale annuelle ;
- connaissance des règles et critères d’augmentation individuelle par les managers et par les cadres ;
- évolution souhaitée de la sélectivité des augmentations individuelles ;
- contribution des managers dans le domaine des augmentations de salaire.

## Théorie du salaire juste et transparent
Depuis les années 2000, une trentaine de pays, dont les deux tiers des membres de l’OCDE, ont mis en place des mesures en faveur de la transparence salariale. Les retours d'expérience montrent que la transparence salariale contribue effectivement à réduire les écarts de rémunération entre les femmes et les hommes (par exemple, « au Royaume-Uni, depuis que les entreprises de plus de 250 salariés doivent publier les écarts de rémunération entre les sexes, ceux-là ont diminué de 19 %. Ce sont les entreprises les plus exposées médiatiquement et celles où l’écart était initialement le plus élevé qui ont le plus réduit ces écarts (...) au Danemark depuis que les entreprises de plus de 35 salariés doivent indiquer les salaires moyens par sexe et par profession. L’écart entre les femmes et les hommes a diminué de 13 %. Cette réduction est encore plus forte quand les managers masculins encadrent plus de femmes que d’hommes. De plus, les entreprises danoises ont augmenté à la fois le nombre de femmes promues en interne et le nombre de celles recrutées en externe »). 
On distingue trois types de transparence salariale : la transparence horizontale (permet de comparer son salaire avec celui de collègues effectuant un travail similaire) ; la transparence verticale (permet de connaître le niveau de rémunération de collègues occupant d’autres niveaux hiérarchiques) ; et la transparence interentreprise (permet de comparer son salaire avec celui de confrères occupant un poste similaire chez un autre employeur), ces trois types reposant sur des logiques différentes aux effets distincts.
La transparence salariale doit être adoptée en France en 2025, à la suite notamment d'une directive européenne et après une concertation en cours mi-2025 sur le sujet avec les partenaires sociaux.

## Dans la culture
Dans la mythologie grecque, c'est à cause d'un différend sur le salaire que se devait verser Laomédon, le roi de Troie, pour avoir fait dresser le célèbre mur inexpugnable de sa ville, que les Dieux Apollon et Poséidon déversent sur lui et ses sujets de terribles fléaux.